# Calyptrocalyx
Calyptrocalyx es un género con 36 especies de plantas con flores perteneciente a la familia  de las palmeras Arecaceae.  Se encuentran en Papúa Nueva Guinea y las cercanas islas Molucas. Van desde pequeñas a grandes, la palmas de este género cada vez más se encuentran en el cultivo debido en gran parte a su follaje nuevo de color púrpura, rojo y naranja.  Al menos 26 especies han sido descritas, mientras que otros, conocido solo por los nombres locales, aún no han recibido confirmación taxonómica.  Calyptrocalyx anteriormente clasificadas en Paralinospadix se han incorporado a este género.  

## Hábitat
Todas estas palmeras se encuentran en Papúa Nueva Guinea excepto C. spicatus  que crece en las islas Molucas.  Son todas habitantes del sotobosque de los bosques tropicales desde el nivel del mar hasta 1000 m de altura, a menudo en la montaña y pistas y de vez en cuando junto a los arroyos y en los pantanos.

## Descripción
La mayoría de las especies de Calyptrocalyx están en grupos, mientras que unos pocas crecen a partir de troncos solitarios, de manera que todas tienen anillos producidos por las cicatrices de la pérdida de la hoja. La gama de diámetros del tronco es de 1 cm en C. arfakiensis hasta 25 cm  en C. spicatus, y  abarcan alturas de 1 a 12 m. Las hojas pueden ser pinnadas, bífidas, o  indivisa sobre  pecíolos abaxialmente redondeados. Si bien el follaje de estas palmeras maduran a los diversos tonos de verde tienen a menudo de colores brillantes cuando nacen.
La inflorescencia es generalmente sin ramas, con espiga interfoliar unisexual con flores de ambos sexos, que tienen tres sépalos y tres pétalos. La fruta producida por Calyptrocalyx  es generalmente de color naranja o rojo en color, cuando madura, conteniendo  una semilla.

## Cultivo
Comúnmente cultivadas por sus coloridas hojas nuevas, estas palmeras no son resistentes al frío y se requiere la protección de temperaturas de congelación.  Prefieren un rápido drenaje, suelo rico en humus y sombra o luz filtrada cuando son jóvenes, aunque algunos se adaptarán al pleno sol, a medida que maduran. También exigen la protección del frío y los vientos secos que fácilmente pueden dañarlos o matarlos.

## Taxonomía
El género  fue descrito por Carl Ludwig Blume y publicado en Bull. Sci. Phys. Nat. Neerl. 1: 66. 1838.
Etimología
Calyptrocalyx: nombre genérico compuesto que deriva a partir de dos palabras griegas que significan «cubierto» y «cáliz».

## Especies
| - Calyptrocalyx albertisianus - Calyptrocalyx amoenus - Calyptrocalyx arfakianus - Calyptrocalyx awa - Calyptrocalyx caudiculatus - Calyptrocalyx doxanthus - Calyptrocalyx elegans - Calyptrocalyx flabellatus - Calyptrocalyx forbesii - Calyptrocalyx geonomiformis - Calyptrocalyx hollrungii - Calyptrocalyx julianettii - Calyptrocalyx lauterbachianus | - Calyptrocalyx laxiflorus - Calyptrocalyx lepidotus - Calyptrocalyx leptostachys - Calyptrocalyx merrillianus - Calyptrocalyx micholitzii - Calyptrocalyx multifidus - Calyptrocalyx pachystachys - Calyptrocalyx pauciflorus - Calyptrocalyx polyphyllus - Calyptrocalyx pusillus - Calyptrocalyx sessiliflorus - Calyptrocalyx spicatus - Calyptrocalyx yamutumene |